# Daniel Bragança
Daniel Bragança, né le 27 mai 1999 à Almeirim, est un footballeur portugais qui évolue au poste de milieu de terrain au Sporting Portugal.

## Biographie
Bragança est né à Fazendas de Almeirim, dans le district de Santarém, limitrophe de celui de Lisbonne.

### Carrière en club

#### Formation et premiers prêts
Après avoir passé une saison au Footkart, club de sa ville natale, Bragança rejoint le Sporting Portugal en 2007, où il effectuera tout le reste de sa formation,,,.
Le 10 janvier 2019, il est prêté au club de deuxième division du SC Farense jusqu'à la fin de la saison. Le 9 août 2019 Bragança est de nouveau prêté pour une saison à une équipe de LigaPro, le GD Estoril.

#### Essor au Sporting
Bragança fait ses débuts avec le Sporting le 24 septembre 2020, lors du troisième tour de qualification à la Ligue Europa contre Aberdeen, remplaçant Wendel à la 86e minute de cette victoire 1-0 à domicile,. Trois jours plus tard, il joue son premier match de Primeira Liga, une défaite 2-0 à l'extérieur contre le FC Paços de Ferreira où il remplace Luciano Vietto à 25 minutes de la fin du match. Il s'impose alors dans la rotation — titulaire à plusieurs reprises et entrant sinon systématiquement en jeu — d'un Sporting qui finira par obtenir son premier titre de champion national, en 19 ans.

### Carrière en sélection
Déjà international dans les catégories inférieures portugaises, Bragança glane sa première cape en équipe du Portugal espoirs le 5 septembre 2019, titularisé pour la victoire 4-0 contre Gibraltar lors des éliminatoires du Championnat d'Europe 2021. Il y brille notamment aux côtés de Trincão et Dany Mota, qui font alors eux aussi leurs débuts dans la sélection.

## Palmarès
Sporting Portugal
- Championnat du Portugal (3) :
  - Champion en 2021, 2024 et 2025
- Coupe de la Ligue (2) :
  - Vainqueur en 2021 et 2022